# Моргенштерн (геральдика)
Моргенштерн, як зброя з групи булав, — негеральдична фігура в геральдиці і може також поєднуватися з іншою гербовою фігурою в геральдичному щиті або геральдичному полі. Ця геральдична фігура не дуже поширена. Зображення засноване на натуральній моделі, можливі всі геральдичні кольори. Кращими тинктурами фігури є золото та срібло.
Моргенштерн можна відрізнити від геральдичної фігури буздигана, вона також відома як булава з шипами. Він також може бути у верхньому гербі.
Геральдична фігура підходить для розмовного родового герба з ім'ям Моргенштерн.

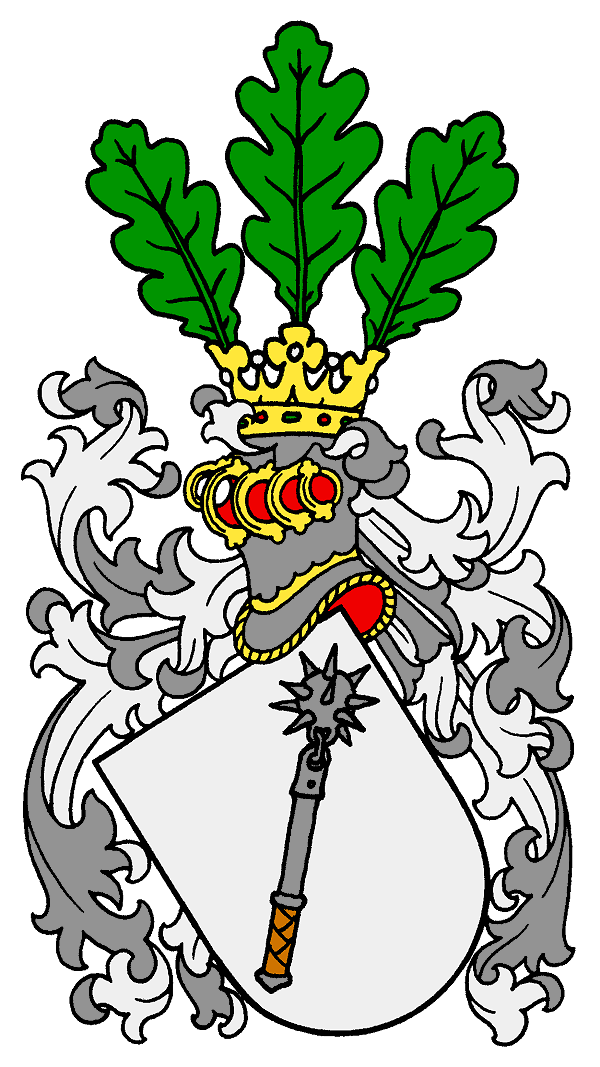
Моргенштерн на гербі (приклад)
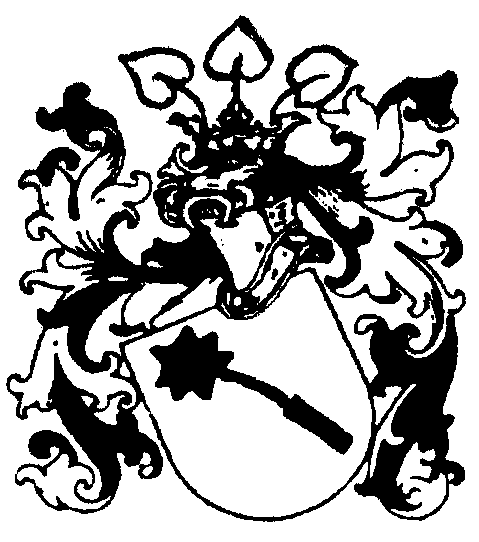
Моргенштерн на гербі фон Моргенштернів
Альковен (Верхня Австрія)
Ампфінг
Кольмар
Ерезінг
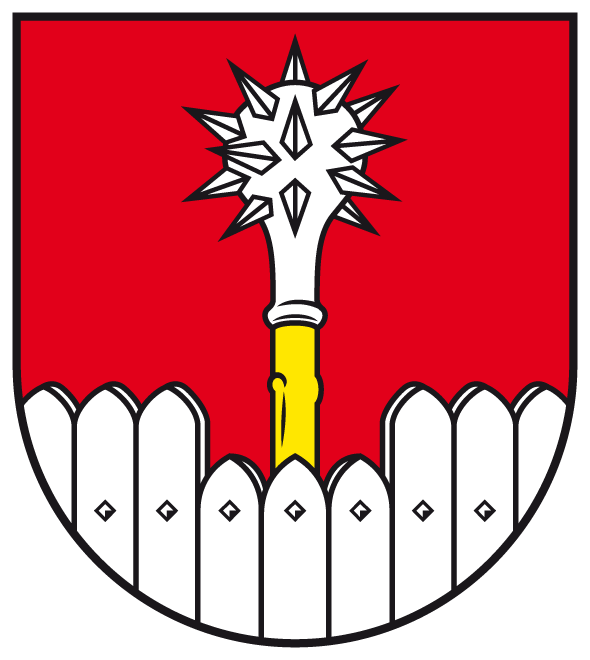
Еєрсгаузен
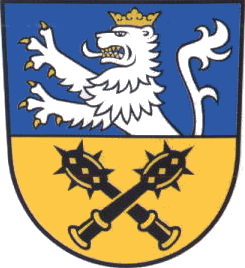
Інгерслебен-ан-дер-Апфельштедт
Курікка
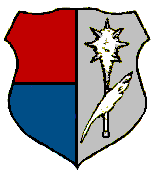
Мартінцелль-ім-Альгой
Район Ширс
Шелькріппен
Ваакірхен
Вертер (Північний Рейн-Вестфалія)